# نمایش مصائب اوبرآمرگائو
نمایش مصائب اوبرآمرگائو (به انگلیسی: The Passion Play of Oberammergau) که با نام بازی هیجان‌انگیز هم شناخته می‌شود، نام یک فیلم صامت و کوتاه آمریکایی است که در سال ۱۸۹۸ میلادی منتشر شد.
اهمیت این فیلم در دو چیز است: نخست آنکه «نمایش مصائب اوبرآمرگائو»، نخستین فیلمی است که در آن، وظیفهٔ تهیه‌کننده و کارگردان در آن، مشخصاً از هم جدا شد. دوم آنکه این فیلم، یکی از نخستین فیلم‌هایی است که فیلم‌نامه و داستانی روایی (روایت‌گونه) دارد.